# Gulasz segedyński
Gulasz segedyński (węg. székelykáposzta (kapusta seklerska) lub székelygulyás (gulasz seklerski), cz. segedínský guláš, słow. segedínsky guláš, niem. Szegediner Gulasch) – węgierska i środkowoeuropejska potrawa. Pomimo oficjalnej węgierskiej nazwy székelykáposzta nie pochodzi z Siedmiogrodu i nie jest znana w tradycyjnej kuchni siedmiogrodzkiej.

## Historia
Według legendy przepis i nazwa potrawy związane są z postacią głównego archiwisty komitackiego Józsefa Székelya, który był rówieśnikiem i przyjacielem Sándora Petőfiiego. W 1846 r. udali się razem na obiad w ogródku peszteńskiej restauracji Komló mieszczącej się przy ulicy Gránátos, ale zanim weszli do środka, skończyło się jedzenie. Na prośbę Székelya karczmarz wymieszał i podał resztkę wieprzowego gulaszu i służącej za dodatek duszonej, kiszonej kapusty. Petőfi podobno innym razem zamówił to samo i nazwał potrawę „Székely–káposzta” (kapusta Székelya). 
W książce kucharskiej Józsefa C. Dobosa Magyar–franczia szakácskönyve z 1881 r. nie ma jeszcze tego przepisu, ale w wydanym w 1891 r. dziele Ágnes Zilahy Valódi magyar szakácskönyvé już można go znaleźć.

## Sposób podawania
Podaje się go z białym chlebem, z lekkim, czerwonym winem (n.p.: z kadarką, zimną śmietaną i ostrym kremem paprykowym.

## Dalsze postępowanie
Zwykle gotuje się go w większej ilości, podobnie jak gołąbki lub bigos. Podgrzewać należy całą ilość ugotowanej potrawy, dodając niewielką ilość wody. Wielokrotne podgrzewanie nie powoduje utraty wartości smakowych, a według powszechnej opinii im więcej razy jest podgrzewany, tym lepiej, jak i bigos, smakuje. 